# Skoda 149 mm Fälthaubits modell 1914
Skoda 149 mm Fälthaubits modell 1914 var en fälthaubits i 149 millimeters kaliber tillverkad vid Škodaverken som togs i bruk i Österrike-Ungern 1914.
149 mm-haubitsen togs fram som en tyngre variant av Österrikes 100 mm. haubits, avsedd att användas på högre artilleriledningsnivåer för att bekämpa fientliga befästningar och fältarbeten. Pjäsen var tung, i eldställning 2 344 kilo och under transport 3 070 kilo, det fanns inte heller någon möjlighet att dela pjäsen för transport. Den krävde därför ett stort hästspann för förflyttning. Lavettsvansen var så tung att en särskild hävstång fick användas för att flytta lavetten och två man krävdes för att hantera hävstången. Granaten hade en vikt av 41kilo, och hade en god verkan. Det maximala skjutavståndet, 6 900 meter var dock inte så imponerande, och 1916 togs en ny modell fram, 149 mm haubits modell 14/16. Den nya varianten hade en nytt eldrör som gav en längre räckvidd med ett maximalt skjutavstånd på 8790 meter. Den nya modeller hade även en ny typ av granat som var ett halvt kilo lättare. Båda typerna av granater gick att användas i båda kanonerna, men krävde då särskilda skjuttabeller och särskild utbildning av pjäspersonalen. Efter fredsslutet 1918 kom båda modellerna att användas i såväl österrikiska, ungerska och tjeckiska arméerna. Många exemplar erövrades av Italien under kriget, och ännu fler överlämnades som krigsskadestånd, vill den grad att den ännu 1940 var standardpjäs i de flesta italienska enheter. Den fortsatte att användas av italienska armén under hela andra världskriget.